# Новосёлово (Городецкое сельское поселение)
Новоселово — деревня в Кичменгско-Городецком районе Вологодской области.
Входит в состав Городецкого сельского поселения (с 1 января 2006 года по 1 апреля 2013 года входила в Сараевское сельское поселение), с точки зрения административно-территориального деления — в Сараевский сельсовет.
Расстояние до районного центра Кичменгского Городка по автодороге составляет 42 км. Ближайшие населённые пункты — Привольная, Сараево, Овсянниково.
Население по данным переписи 2002 года — 41 человек (25 мужчин, 16 женщин). Всё население — русские.